# Cerkiew św. Jana Chrzciciela w Arbore
Cerkiew św. Jana Chrzciciela – malowana cerkiew w miejscowości Arbore w północnej Rumunii, na Bukowinie, wpisana wraz z innymi malowanymi cerkwiami Bukowiny na listę światowego dziedzictwa UNESCO. 
Zbudowana została w 1503 z fundacji możnowładcy na dworze Stefana Wielkiego i jego następców imieniem Luca Arbore. Bezwieżowa, postawiona na planie prostokąta z apsydą od wschodu (oraz ukrytymi wewnątrz muru apsydami bocznymi) z wielką niszą w fasadzie zachodniej, stanowi jeden z najlepiej zachowanych przykładów malarstwa bukowińskiego. Autorem malowideł zewnętrznych jest Dragoș z Jass, zostały wykonane w 1541 i łączą elementy tradycji lokalnej oraz bizantyjskiej z wpływami zachodnimi. Szczególnie interesujący jest zespół miniatur przedstawiony na ścianie zachodniej. Wewnątrz cerkwi znajdują się nagrobki fundatora i jego rodziny (m.in. jego polskiej żony), noszące pewne oznaki wpływów polskich.
Obok cerkwi znaleźć można dwa bloki skalne, w których zagłębieniach przygotowywane były farby do malowania świątyni. Z XIX w. pochodzi dzwonnica, służąca też jako brama na teren cerkwi.

## Literatura
- W. Korsak, J. Tokarski, Rumunia, Pascal 2004, s. 217.
- Ł. Galusek, M. Jurecki, A. Dumitru, Rumunia. Mozaika w żywych kolorach, Bezdroża 2004, ss. 214–215.
- M. Jurecki, Bukowina. Kraina łagodności, Bezdroża 2001, ss. 267–269.
- R. Brykowski, T. Chrzanowski, M. Kornecki, Sztuka Rumunii, Ossolineum 1979, ss. 72–73, 80, 85.